# Radbod (Friesland)

Die friesischen Wohngebiete zu Radbods Zeiten, hier jedoch, veralteter Ansichten entsprechend, fälschlich als Großfriesisches Reich bezeichnet.

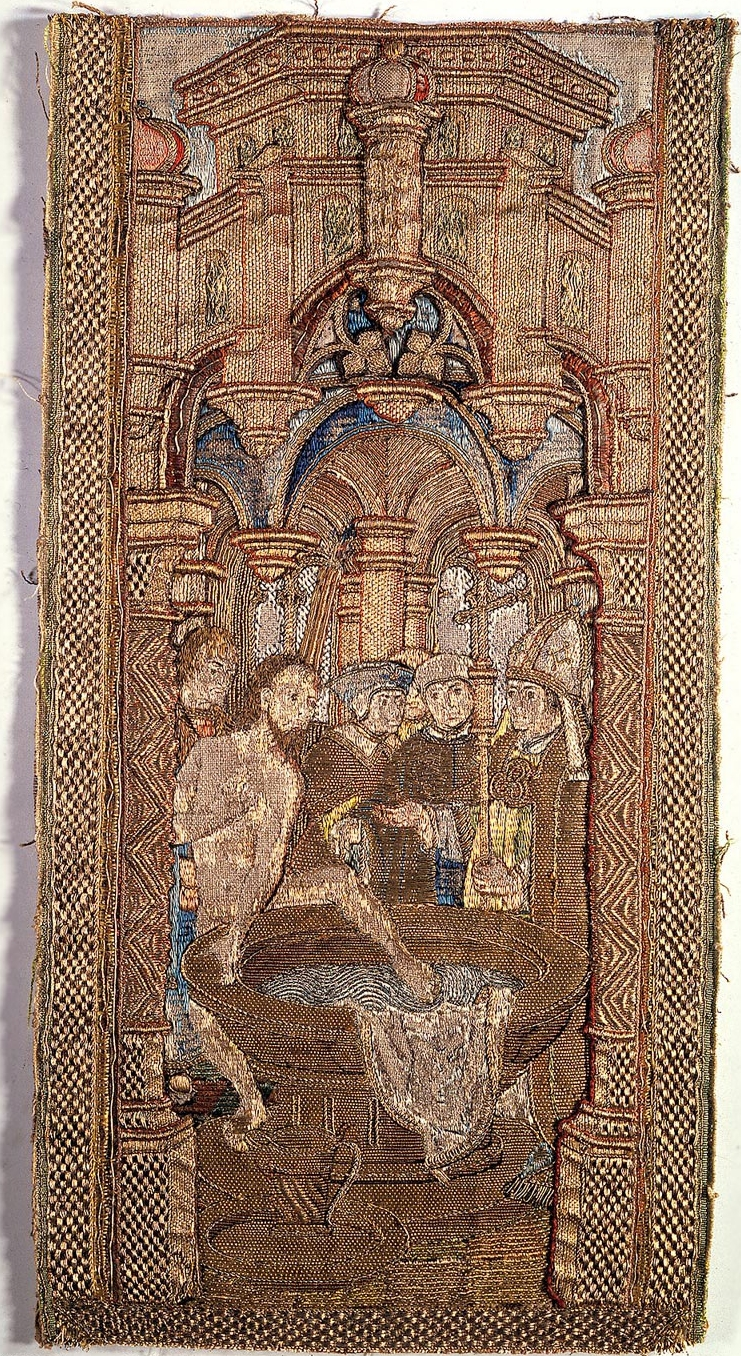
Stickerei der Darstellung der Legende, in welcher der friesische König Radbod bereit ist, durch Wulfram getauft zu werden (in dieser Stickerei von Willibrord ersetzt), aber im letzten Moment verweigert – vom Museum Catharijneconvent in Utrecht

Radbod (auch Ratbod, Redbad, Robodes) war ein König der Friesen (Herrschaftsdauer 679–719).
Die Person von Radbod hat einen nachhaltigen und widersprüchlichen Eindruck in der Historiographie sowie in der Volksüberlieferung hinterlassen. Seine Taufabsage wurde, wohl teils zu Unrecht, als Äußerung seines vehementen Widerstands gegen die fränkischen Missionierungs- und Christianisierungsbemühungen verstanden. Auch wird häufig angenommen, dass er bestrebt war, gegenüber den rivalisierenden Franken Frieslands Eigenständigkeit zu erhalten. Tatsächlich war Radbod jedoch durch familiäre und kulturelle Bande eng mit dem fränkischen Hochadel verbunden und es ging ihm vor allem darum, seinen eigenen Handlungsspielraum zwischen dem fränkischen Herrschaftsbereich und dem weiteren Nordseegebiet zu wahren.
Die Quellenlage über sein Leben und Wirken ist nicht sehr umfangreich, so dass sich viele Aussagen über Radbod nicht schlüssig belegen lassen und in den Bereich der Sagen und Legenden fallen.

## Herrscher des Königreichs Friesland
Radbod herrschte Ende des 7. und Anfang des 8. Jahrhunderts über das zu dieser Zeit noch vollständig unabhängige Königreich Friesland. Das Siedlungsgebiet der Friesen erstreckte sich über einen breiten Küstenstreifen der Nordsee vom Fluss Sinkfal (heute Het Zwin) bei Brügge bis zur Wesermündung. Das kulturelle Kerngebiet befand sich zwischen dem heutigen Ijsselmeer und der Ems. Radbod herrschte jedoch über den holländischen Küstenstreifen und die benachbarten Flussmarschen mit den Städten Utrecht und Dorestad.
Der Besitz der Rheinmündung machte die Friesen zu einem der größten Handelsvölker Europas, was durch zahlreiche Münzfunde belegt wird. Urkunden zeigen, dass friesische Sklavenhändler selbst in London auftraten; friesische Felle und Tuche waren eine geschätzte Ware. Radbod wurde und wird als Symbol für diese Blütezeit Frieslands begriffen. Das macht ihn in der Überlieferung zu einer Art Pendant zum späteren fränkischen Kaiser Karl dem Großen.
Radbods Bestrebungen, sein Reich nach Süden auszudehnen, brachten die Friesen in Konflikt mit den benachbarten Franken, die ihrerseits nach Norden strebten. Radbods Vorgänger Aldgisl, der erste urkundlich belegte Friesenkönig, hatte noch friedliche Beziehungen zu den Franken unterhalten, die ab den Zeiten Dagoberts I. mit Bekehrungsversuchen in Austrasien bzw. Südfriesland (vor allem in Utrecht) begonnen hatten. Im Einverständnis mit Dagobert II. und im Gegensatz zu Neustrien hatte Aldgisl 677 den angelsächsischen Glaubensboten Wilfried freundlich aufgenommen, ihm die Predigt gestattet und ein gegen ihn gerichtetes Schreiben des neustrischen Majordomus Ebroin in aller Öffentlichkeit ins Feuer geworfen. Radbod hingegen löste die Verbindungen zu den Franken und nahm 689 bei Wijk bij Duurstede (Dorestad) an den Ufern des Rheins den Kampf gegen sie auf.
Radbod wurde um 689 vom fränkischen Hausmeier Pippin dem Mittleren, Beherrscher des Frankenreichs und Sieger von Tertry, bei Dorestad besiegt und verlor Westfriesland mit den heutigen Provinzen Zeeland, Süd- und Nordholland an das Fränkische Reich. Er flüchtete auf die heilige Insel Foseteland, das heutige Helgoland.

## Gegner der christlich-fränkischen Missionierung
In diese Zeit (ab 690) fallen auch die zunächst auf Mittel- und Ostfriesland beschränkten Missionierungsbemühungen, die insbesondere von Irland aus durch die Bischöfe Willibrord von Utrecht (* ca. 658; † 7. November 739) und Wigbert unternommen wurden. Die Friesen widersetzten sich ihnen, da der alte Glaube an ihre Götter tief in ihrer Kultur verwurzelt war. Des Weiteren sahen sie in den Missionierungsbemühungen nur ein weiteres Mittel zur Unterwerfung ins Fränkische Reich. Ein neustrischer Missionar, Bischof Wolfram von Sens, fand Zutritt in Radbods Lande und versuchte, ihn selbst für das Christentum zu gewinnen. Radbod jedoch setzte sich dagegen zur Wehr und entwickelte sich zu einem militanten Gegner der fränkischen Missionierungsbestrebungen und des christlichen Glaubens.
711 verheiratete Radbod seine Tochter Theudesinda mit Grimoald dem Jüngeren, Sohn Pippins II. Im Jahre 714 wurde Grimoald ermordet. Die spätere Überlieferung, der Mörder sei ein heidnischer Friese gewesen, den Radbod selbst beauftragt habe, ist nach heutigem Erkenntnisstand nicht mehr haltbar. Kurze Zeit später starb auch Pippin II. selbst. Den nun entstehenden Doppelzwist zwischen Karl Martell und seiner Stiefmutter Plectrudis und beider zugleich mit Westfranzien benutzte Radbod zur Wiedergewinnung des einst verlorenen Gebietes.
Unmittelbar nach Pippins II. Tod am 16. Dezember 714 riefen Radbods Herolde alle wehrfähigen Männer des Landes zusammen, bis er ein starkes, friesisches Heer um sich versammelt hatte. Damit drang er in sein verlorenes Herrschaftsgebiet vor, wo er die Kirchen niederreißen und heidnische Altäre errichten ließ. Schließlich fiel er in Austrasien ein. Auf diese Weise gelang es Radbod während der Herrschaft Chilperichs II., alle verlorenen Landesteile zurückzugewinnen. Ein Bündnis mit den Neustriern, die ihrerseits einen Angriff auf das Ostreich unternahmen, ermöglichte ihm, tiefer in das fränkische Reich vorzudringen. Per Schiff begann er, sich in Richtung Köln voranzukämpfen.
716 stand Radbod mit seinem Heerhaufen vor Köln. Hier besiegte er Karl Martell und fügte ihm seine erste und einzige Niederlage in seiner Amtszeit zu. Die bis dahin in diesem Raum errichteten Kirchen wurden abgerissen oder niedergebrannt, die Priester und Missionare vertrieben und die alten Götterhaine und Tempel wiederhergestellt. Köln musste gegen Zahlung einer großen Geldsumme freigekauft werden.
Die Neustrier überfiel Karl Martell bei Amel, schlug sie bei Vincy und verfolgte die Fliehenden bis Paris. Nicht belegt ist die Darstellung, nach der er schließlich auch Radbod besiegt und wieder unterworfen hat.

## Die gescheiterte Taufe Radbods
Radbod stand selbst einmal kurz vor der Taufe (Übernahme des Christentums). Er befand sich schon im Taufbecken (nach der Überlieferung zumindest mit einem Fuß), brach dann aber resolut die Taufe ab. Diese Entscheidung Radbods fand auch Eingang in die mittelalterliche Ikonographie (siehe z. B. die Abbildung rechts).
Der Abbruch der Taufe steht auch im Kontext der zeitgenössischen Diskussion im 8. Jahrhundert über die früheren (naturgemäß) nicht getauften Vorfahren der Friesen und Germanen.
Diese Ahnen befanden sich nach der germanisch-friesischen Mythologie im Totenreich „Walhalla“. Demgegenüber würden die getauften Christen nach Auffassung der christlichen Kirche in das christliche „Himmelreich“ gelangen. Dadurch würde – nach dem Glauben der heidnischen Zeitgenossen und auch der Kirche – das erhoffte Wiedersehen der Friesen und der anderen Germanen mit ihren Vorfahren in Walhalla verunmöglicht. Das erwartete zukünftige Zusammensein mit den verstorbenen Ahnen im Totenreich Walhalla bildete jedoch einen ganz zentralen Aspekt ihres Glaubens. Diese Konstellation bedeutete für die in der germanisch-friesischen Religion verhafteten Menschen der Zeit einen schweren inneren Konflikt, der teilweise eine dezidierte Ablehnung der Taufe zur Folge hatte.
Auch daraus resultierte die Bereitschaft, lieber den Tod im Kampf oder auch – teils massenweise – die Todesstrafe (die bei Verweigerung der christlichen Taufe drohte) in Kauf zu nehmen, als sich taufen zu lassen.

## Tod
Radbod starb im Jahre 719 im Vollbesitze seines wiedererlangten Landes und seiner Selbstständigkeit. Die Umstände seines Todes sind unklar, ebenso, wo er begraben liegt. Nach einer Legende ist sein Grab am Radbodsberg im ostfriesischen Dunum zu finden. Anderen Überlieferungen zufolge liegt er unter einem großen Stein im Radbodsholz in Berumerfehn begraben. Einen Radbodsberg soll es auch auf der Insel Helgoland und der untergegangenen Insel Bant gegeben haben.
Auch nach Radbods Tod wollten die noch nicht von den Franken unterworfenen „Freien Friesen“ zunächst vom Christentum nichts wissen und folgten damit Radbods Beispiel. Bereits im Jahre 716 war ein Missionierungsversuch des „Frankenknechts“ Bonifatius am Widerstand Radbods gescheitert. Als Bonifatius erneut in Friesland erschien, wurde er im Jahr 754 bzw. 755 getötet, was Franken bzw. Christen als „Märtyrertod“ deuteten. Bonifatius’ Leichnam wurde nach Utrecht gebracht. Danach jedoch ebbte der nationale und religiöse Widerstand der Friesen gegen Frankenherrschaft und Christentum langsam ab. Jahrzehnte nach Radbods Tod setzte sich das Christentum durch. Zwar konnten Karl Martell und Karl der Große nur schrittweise und nach erneuten Kämpfen das ganze Friesenland unterwerfen, aber noch vor Ablauf des Jahrhunderts bildete es einen integrierten Teil des Frankenreiches, und die Friesen leisteten, ebenso wie die anderen Volksgruppen der Region, ihrem neuen König Heeresfolge auf seinen Kriegszügen.

## Legenden
In der ostfriesischen Tradition ranken sich viele Sagen und Erzählungen um diesen König. Eine der bekanntesten dürfte wohl die an die Kyffhäuser-Sage erinnernde Geschichte sein, nach der Radbod unter dem Radbodsberg bei Dunum, einer prähistorischen Grabstätte, oder unter dem Plytenberg bei Leer begraben liege, bewacht von den Erdmantjes, und darauf warte, bei großer Not gerufen zu werden, um den Friesen zu Hilfe zu kommen.
Eine literarische Erwähnung Radbods findet sich in Wagners Oper Lohengrin. Lohengrins heidnische Gegenspielerin Ortrud wird als „Radbods, des Friesenfürsten Spross“ eingeführt.
Mehrere Straßen in Ostfriesland tragen den vermutlich von König Radbod abgeleiteten Namen Conrebbersweg. Sie führen nach Rahe bei Aurich, namentlich zum Upstalsboom, einem frühmittelalterlichen Versammlungsort friesischer Volksvertreter. Doch liegt der Upstalsboom nicht im Kerneinflussbereich Radbods. Im niederländischen Medemblik existiert zudem eine Radbodsburg. Es fehlt jedoch an einem direkten Nachweis einer Verbindung der Burg zum Friesenherrscher. In der ostfriesischen Kleinstadt Esens gibt es eine Radbodstraße, ebenso in Wilhelmshaven ein Robodesweg.
Auch archäologische Ausgrabungen im niederländischen Ort Wijnaldum bei Harlingen haben keine neuen Erkenntnisse über Radbods Herrschaftssitz zu Tage gefördert.

## Zeche Radbod
Die Zeche Radbod, ein ehemaliges Bergwerk im Stadtbezirk Bockum-Hövel der Großstadt Hamm in Westfalen, ist nach dem Friesenherrscher benannt.

## Verfilmung
- Pfad des Kriegers – Niederländischer Film von 2018